# El Gran Fons
El Gran Fons (originalment en noruec: Oljefondet) és una sèrie de televisió de sàtira política noruega. La sèrie se centra en les fictícies oficines del Fons del Petroli, un dels dos fons sobirans d'inversió del Fons de Pensions del Govern de Noruega i les dues dinàmiques principals de gestió econòmica que hi imperen; la liberal i la socialdemocràta.
Està subtitulada en català a FilminCAT.